# Microcyclops diminutus
Microcyclops diminutus – gatunek widłonoga z rodziny Cyclopidae. Nazwa naukowa gatunku została po raz pierwszy opublikowana w 1937 roku przez szwedzkiego zoologa Knuta Lindberga.